# Zone paranormale
Zone paranormale était une émission de télévision française présentée par Laurence Boccolini et diffusée sur TMC du 2 novembre 2011 au 7 août 2013.
L'émission était diffusée de manière occasionnelle le mercredi en première partie de soirée. Pour sa dernière, à cause de mauvaises audiences, l'émission est recalée en seconde partie de soirée.

## Concept
Dans cette émission consacrée à des phénomènes désignés comme paranormaux ou inexpliqués, Laurence Boccolini présente des reportages thématiques (lieux hantés, ovnis, medium, possession...) en alternance avec des interviews d'invités.

## Liste des émissions
| No | Date              | Invités                                   | Sujets |
| -- | ----------------- | ----------------------------------------- | --- |
| 1  | 2 novembre 2011   | Claude Alexis et Stéphane Allix           | Ils reviennent nous hanter / Ils communiquent avec l'au-delà / Âme tourmentée et possédée : Ils témoignent / OVNIS : Ils parlent enfin                                                    |
| 2  | 25 avril 2012     | Louis Benhedy et Jean-François Rottier    | Lieux hantés / Les mystères de la religion / Les médiums : Ont-ils un pouvoir ? / Des malédictions impitoyables / My ghost story                                                          |
| 3  | 13 juin 2012      | Jean-Michel Grandsire                     | Apparitions fantomatiques : Ils témoignent / Ils vivent avec un sixième sens / Ils auraient dû mourir / Expériences hors du commun : Ils relèvent le défi / My ghost story                |
| 4  | 26 septembre 2012 | Grichka Bogdanov et Jean-François Rottier | 21 décembre 2012 : La fin du monde ? / Les animaux : Ils nous parlent ? / Corps humains : Des mystères inexpliqués / L'inquiétante nuit d'Armelle au château de Combourg / My ghost story |
| 5  | 6 février 2013    | Aucun                                     | Exorcistes : Ils luttent contre le mal ? / L'inquiétante nuit d'Eve Angeli / Leur maison serait hantée... Ils témoignent ! / Le faiseur de pluie                                          |
| 6  | 31 juillet 2013   | Aucun                                     | La vie après la mort : Mythe ou réalité ? / L'étrange expérience de Vincent McDoom / Passeurs d'âmes : Ils délivrent les morts ? / Les fantômes du manoir de Mansfield                    |
| 7  | 7 août 2013       |                                           | Le cerveau posséderait-il des pouvoirs extraordinaires ? / Chasseurs de fantômes / OVNI : Panique en ville                                                                                |

## Audiences
| Émission | Date et horaire de diffusion                    | Audience moyenne          | Audience moyenne |
| Émission | Date et horaire de diffusion                    | Nombre de téléspectateurs | PDM              |
| -------- | ----------------------------------------------- | ------------------------- | ---------------- |
| 1        | 2 novembre 2011 (20 h 40 – 22 h 20)             | 1 148 000                 | 4,3 %            |
| 2        | 2 février 2012 (20 h 45 – 23 h 5) - rediffusion | 620 000                   | 2,6 %            |
| 3        | 13 juin 2012 (20 h 45 – 23 h 10)                | 1 069 000                 | 4,6 %            |
| 4        | 26 septembre 2012 (20 h 45 – 23 h 15)           | 520 000                   | 2,3 %            |
| 5        | 6 février 2013 (20 h 45 - 22 h 50)              | 534 000                   | 2,2 %            |
| 6        | 17 juillet 2013 (23 h 5 - 4 h 0) - rediffusion  | 250 000                   | 5,8 %            |
| 7        | 31 juillet 2013 (22 h 55 - 1 h 10)              | 250 000                   | 7,2 %            |

Légende

Les plus hauts chiffres d'audience
Les plus bas chiffres d'audience